# Jonas Ljungblad
Jonas Ljungblad (Skövde, 15 gennaio 1979) è un ex ciclista su strada svedese, professionista dal 2002 al 2012.

## Carriera
Ljungblad a 17 anni si laureò campione nazionale Under-19 a cronometro. Tra gli Under-23 vinse alcune gare, poi nel 2002 passò tra i professionisti: venne infatti ingaggiato dall'Amore & Vita-McDonald's, squadra con cui colse un solo successo. L'anno dopo passò al Team Bianchi Scandinavia, quindi tornò fino al 2005 all'Amore & Vita.
Nel 2006 fu ingaggiato dalla Unibet.com, mentre nel 2008 passò alla P3 Transfer-Batavus, formazione olandese con cui ottenne cinque vittorie. Dal 2009 al 2010 fu un corridore della Silence Lotto, diventata nell'anno successivo, Omega Pharma, mentre nel 2011 si trasferì tra le file del Team Differdange-Magic-SportFood.de, formazione UCI Continental con cui gareggiò anche nel 2012, prima del ritiro dall'attività.
Tra gli Elite ha vinto due volte la prova in linea del campionato nazionale su strada.

## Palmarès
- 1996 (Juniores)

Campionati svedesi, Prova a cronometro Under-19
- 2001 (Team Crescent)

4ª tappa Okolo Slovenska (Tvrdosin > Turcianske Teplice)
4ª tappa, 2ª semitappa Giro del Brandeburgo (Forst > Cottbus)
- 2002 (Amore & Vita, una vittoria)

3ª tappa Herald Sun Tour (Bacchus Marsh > Buninyong)
- 2003 (Bianchi Scandinavia, una vittoria)

6ª tappa Cykeltouren (Kopparberg)
- 2004 (Amore & Vita, sei vittorie)

4ª tappa Giro di Slovenia (Ormoz > Ptuj)
7ª tappa Herald Sun Tour (Creswick > Daylesford)
Classifica generale Herald Sun Tour
5ª tappa Tour of Queensland (Miriam Vale > Town of 1770)
7ª tappa Tour of Queensland (Mount Perry > Mount Perry, Cronometro)
Classifica generale Tour of Queensland
- 2005 (Amore & Vita, quattro vittorie)

Campionati svedesi, Prova in linea
Tour de Vendée
Tour du Lac Léman
Melbourne to Warrnambool Classic
- 2006 (Unibet.com, una vittoria)

3ª tappa Tour de Luxembourg (Wiltz > Diekirch)
- 2008 (P3 Transfer, cinque vittorie)

Campionati svedesi, Prova in linea
3ª tappa Circuit des Ardennes (Charleville-Mézières > Charleville-Mézières)
1ª tappa Volta da Ascension (Santiago de Compostela > Santiago de Compostela)
2ª tappa Troféu Joaquim Agostinho (Manique do Intendente > Benavente)
3ª tappa Vuelta Ciclista a León (Astorga > Torre del Bierzo)

### Altri successi
- 1999 (Juniores)

Campionati svedesi, Classifica a squadre
- 2000 (Team Crescent)

Campionati svedesi, Classifica a squadre
Campionati svedesi, Cronometro a squadre
4ª tappa Tour of Bulgaria
5ª tappa Tour of Bulgaria
Classifica scalatori International Tour of Rhodes
Classifica giovani Tour of Sweden
- 2001 (Team Crescent)

Campionati svedesi, Classifica a squadre
- 2003 (Bianchi Scandinavia)

Criterium di Faluloppet
Slottskogen GP
- 2008 (P3 Transfer)

Classifica a punti Volta da Ascension
- 2012 (Team Differdange)

GP Ostfenster

## Piazzamenti

### Grandi Giri
- Giro d'Italia

2009: 128º

### Competizioni mondiali
- Campionati del mondo su strada

Novo Mesto 1996 - In linea Juniores: 49º
San Sebastian 1997 - In linea Under-23: 81º
San Sebastian 1997 - Cronometro Under-23: 47º
Verona 1999 - Cronometro Under-23: 38º
Verona 1999 - In linea Under-23: 48º
Plouay 2000 - In linea Under-23: 39º
Lisbona 2001 - In linea Under-23: 5º
Verona 2004 - In linea Elite: ritirato
Geelong 2010 - In linea Elite: 27º
Copenaghen 2011 - In linea Elite: 117º

### Competizioni europee
- Campionati europei

Lisbona 1999 - Cronometro Under-23: 32°
Kielce 2000 - In linea Under-23: 35°
Apremont 2001 - Cronometro Under-23: 48°